# スラセンジャー
スラセンジャー（Slazenger）は、イギリス・ダービーシャーに本社を置く、スポーツ関連商品を扱う企業。1881年設立。今日における最も古いスポーツブランドの1つである。

## 歴史
オールイングランド・ローンテニス・アンド・クローケー・クラブで初めてウィンブルドン選手権が開催された4年後の1881年、スラセンジャーは"The New Game of Lawn Tennis"を発表する。
その当時、木製ラケットの代表的なメーカーとして活躍するだけでなく、何十年もの間テニスラケットからゴルフ用品やライフル用品も扱っていた。1800年代の終りにはテニスボールメーカーとしてビジネスの世界で偉大な成功を収めた。スラセンジャー製のテニスボールはサウス・ヨークシャーで製造され世界中に輸出した。
1877年にオールイングランド・ローンテニス・アンド・クローケー・クラブがテニスのルールを改訂し、その際にテニスボールは「空気が詰まっていて布で覆われていなければならない」とされた。（それまではボールの中は何もなくゴムでできており、白い布で覆われていて天候が良い時に使われるべきとされていた。）
1902年にウィンブルドン選手権の公式球として指名され、2015年まで公式球として使われることが契約されている。これはスポーツ界における最も長いスポンサーシップとされている。1877年には大会期間中に180球のスラセンジャー製のボールが使われると、2005年には5万2千球の同ボールが使用された。
ビクトリア女王の在位期間中に3つのメーカーが1880年代、1870年代にテニス、サッカー、クリケットの人気向上のためアルバート・スラセンジャー、ロバート・スラセンジャー(スラセンジャー創立者)、ウィリアム・サイクスとハリー・グラッジによって設立。

### 第二次世界大戦
第二次世界大戦中にイギリスは爆撃をうけ、スラセンジャーの2人、サイクス、そしてグラッジが4つの会社を合併し、1940年に"Slazengers Sykes Gradidge and Ayres Group of Companies"を設立。このグループは第二次世界大戦時にイギリス軍隊の支援のために武器を製造しつづけた。
1940年9月15日のロンドン空襲によりスラセンジャー工場が倒壊。またグラッジ工場も同じような運命に遭ったが、サイクス工場は幸い被害がなかった。それでも4人は団結しイギリス軍隊の支援を続けた。

### ピーク
戦争後、Slazengers Sykes Gradidge and Ayres Group of Companiesはニュージーランド、アフリカ、アイスランド、ニューファンドランド・ラブラドール州、マダガスカル、そしてボリビアなど、世界中で活躍の場を広げる。

### ブランドとして
テクノロジーの進化、そして中国の世界進出によってスラセンジャーというブランドは名声を失い始めた。木製ラケットがまだ主流であった時はスラセンジャーやダンロップはもはや敵なしの企業であった。1980年初め、金属製ラケットの人気、そしてガラス繊維、グラファイト、ケブラー製のラケットができると、こちらの方が主流となり、また製造費も東アジアの方がはるかに安いため、古く歴史のあるブランドであるスラセンジャーの人気は衰退し始める。しかしゴルフ部門に関しては、近年、LDA（ロング・ドライバーズ・オブ・アメリカ）の公式球パートナーに選出、また時流に合わせた製造拠点の東アジア圏移設を経て、ヨーロッパ圏、日本、中国などアジア圏などへ輸出され、徐々に知名度を伸ばしている。
- 1959年: ラルフ・スラセンジャーが彼のファミリービジネスをダンロップ・ゴムに売る。
- 1985年: ダンロップ・ゴムがBTR plcに買われ、スラセンジャーとダンロップ・スポーツが合併する。
- 1996年: BTRがダンロップ・スポーツをイギリスのプライベート・エクイティ・グループのCinvenに3億ポンドで売り、新しくダンロップ・スラセンジャー(Dunlop Slazenger)と名付けられる。
- 2004年: Cinvenがダンロップ・スラセンジャーをイギリスの小売業者、Sports World Internationalに4000万ポンドで売り、見返りとして同じく小売業者のJJB Sportsはスラセンジャー・ゴルフ(Slazenger Golf)をヨーロッパで製造する権利をもらう。

### 世界では
Sports World Internationalによってスラセンジャーは買われたが他国では他社が所有している。例えば、オーストラリアとニュージーランドではPacific Brandsによって所有されている。
また、日本では2009年12月22日よりfiore sportsがゴルフ部門全般の日本正規代理店として契約されている。

## スポンサー
多数の選手・チームがスラセンジャーのスポンサーシップを受けている。
- クリケットパキスタン代表
- ポール・コリンウッド - クリケット
- マット・プライオー - クリケット
- ジャック・カリス - クリケット
- ティム・ヘンマン - 元プロテニス選手